# Amaxades
Amaxades (in greco Αμαξάδες?, in bulgaro: Arbadzhikjoj, Арбаджикьой) è una ex comunità della Grecia nella periferia della Macedonia orientale e Tracia di 1.591 abitanti secondo i dati del censimento 2001.
È stata soppressa a seguito della riforma amministrativa detta Programma Callicrate in vigore dal gennaio 2011 ed è ora compresa nel comune di Iasmos.